# Heinrich Liepmann
Heinrich Liepmann (* 3. August 1904 in Stettin; † 3. Oktober 1983 in Caterham, Surrey) war ein deutsch-britischer Nationalökonom.

## Leben und Tätigkeit
Liepmann war der Sohn eines Bankdirektors. Sein älterer Bruder war der Wirtschaftswissenschaftler Leo Liepmann. Nach dem Besuch eines Gymnasiums in Jena, den er 1923 mit der Reifeprüfung abschloss, nahm er noch im selben Jahr das Studium der Germanistik, Philosophie, Neueren Geschichte und Volkswirtschaft an der Universität derselben Stadt. In seiner Freizeit arbeitete er in einer akademischen Buchhandlung. Zu seinen Lehrern in Jena gehörten u. a. Emil Lederer und Alfred Weber, bei denen er auch Vorlesungen zur Nationalökonomie hörte.
Im Sommersemester 1925 wechselte Liepmann nach Heidelberg, wo er seine alte Fächerkombination bis auf die Germanistik beibehielt. An Stelle dieses Faches fügte er die Soziologie seinem Fächertableau hinzu.  1931 legte er seine von Weber betreute Dissertation über Wirtschaft und Revolution 1848 in Deutschland vor, mit der er zum Dr. rer. oec. promovierte. Die Arbeit erhielt das Prädikat summa cum laude. Während seines Studiums in Heidelberg gründete Liepmann zudem die der DDP nahe stehende Akademischdemokratische Studentengruppe, die er von 1926 bis 1929 auch leitete.
Das Sommersemester 1932 verbrachte Liepmann als Stipendiat an der Graduate School of International Studies in Genf. Anschließend kehrte er nach Heidelberg zurück, wo er bis 1934 im Rahmen des von Weber initiierten und von der Rockefeller-Stiftung geförderten Forschungsprogramms „Zum wirtschaftlichen Schicksal Europas“ als Forschungsassistent beschäftigt wurde.
1936 ging Liepmann, der sich seit dem Machtantritt der Nationalsozialisten im Frühjahr 1933 aufgrund seiner – nach nationalsozialistischen Maßstäben – jüdischen Abstammung zunehmenden Schikanen und Anfeindungen ausgesetzt sah, nach Großbritannien. Dort veröffentlichte er 1938 seine einzige Publikation auf dem Gebiet der Volkswirtschaftslehre, eine umfassende quantitative vergleichende Studie über die Entwicklung der Zolltarife in den wichtigsten europäischen Handelsnationen und ihre ökonomischen Wirkungen. Aufgrund des immer stärker zunehmenden Protektionismus kurz vor und während der Weltwirtschaftskrise stieß das Werk, das umfassendes Datenmaterial für die Zeit zwischen 1927 und 1931 enthielt, auf ein breites Interesse. So wurde das Buch häufig in der britischen Wirtschaftspresse besprochen. Um eine Vergleichbarkeit der durchschnittlichen Zollhöhen in unterschiedlichen Ländern durchführen zu können, wählte Liepmann – unabhängig von den tatsächlich gehandelten Gütern und Mengen – fiktive Güterbündel, für die er länderspezifische 'potential tariff  levels' errechnete. So konnte er anhand des statistischen Materials nachweisen, dass die Zölle für alle Produktgruppen, besonders jedoch im Agrarbereich, in den fünfzehn wichtigsten europäischen Ländern nach der 1927 gescheiterten Weltwirtschaftskonferenz stark angestiegen waren. Allerdings stieß seien Beurteilung der britischen Schutzzollpolitik in seinem Gastland teilweise auf starke Kritik. 
Von den nationalsozialistischen Polizeiorganen wurde Liepmann derweil nach seiner Emigration als Staatsfeind eingestuft: Im Frühjahr 1940 wurde er vom Reichssicherheitshauptamt auf die Sonderfahndungsliste G.B. gesetzt, ein Verzeichnis von Personen, die im Falle einer erfolgreichen Invasion und der Besetzung der Britischen Inseln durch die Wehrmacht von den Besatzungstruppen nachfolgenden Sonderkommandos der SS mit besonderer Priorität ausfindig gemacht und verhaftet werden sollten.
Im Frühjahr 1940 wurde Liepmann ein Forschungsstipendium der Queen’s University in Kingston/Ontario gewährt, das er aufgrund seiner im Mai 1940 erfolgenden Internierung als Angehöriger einer feindlichen Macht durch die britischen Behörden nicht antreten konnte. Nach der Entlassung im Februar 1941 scheiterte die weitere Verfolgung der Kanada-Pläne, da er kein Visum bzw. keine Schiffspassage erlangen konnte. Ein weiteres Stipendium ermöglichte ihm 1942 die Arbeit am Royal Institute of International Affairs/Chatham House in Cambridge, bevor er von April bis September 1943 von der BBC aufgrund seiner Sprachkenntnisse als Monitor angestellt wurde.
Ab Januar 1944 arbeitete Liepmann dann als Deutschlehrer an der County Grammar School for Boys in Beckenham in Kent.

## Schriften
- Wirtschaft und Revolution 1848 in Deutschland. Ökonomie und soziologische Beiträge zur Geschichte ihrer wechselseitigen Beziehungen, 1931.
- Tariff Levels and the Economic Unity of Europe. An Examination of Tariff Policy, Export Movements and the Economic Integration of Europe, 1913–1931, (Translated by H. Stenning, Introduction by Sir Walter Layton), Allan & Unwin, London 1938. (Nachdruck: Philadelphia 1980)
- Erinnerungen an Karl Jaspers aus den Jahren 1925–1936. In: Klaus Piper, Hans Saner (Hrsg.): Erinnerungen an Karl Jaspers, Piper, München/Zürich 1974, S. [47]–52.